# Lucia Ronchetti
Lucia Ronchetti   (Roma, 3 de febrer de 1963) és una compositora contemporània italiana.
Lucia Ronchetti va estudiar composició i música d'informàtica al Conservatori de Santa Cecília de Roma i va participar en seminaris de composició amb Sylvano Bussotti a la "Scuola di Musica de Fiesole" (1981–85) i amb Salvatore Sciarrino als "Corsi Internazionali di Città di Castello" (1988 –1989). Va estudiar humanitats a la Universitat Sapienza de Roma, on es va llicenciar el 1987, presentant una tesina sobre composicions orquestrals de Bruno Maderna. El 1991 va rebre el Diplôme d'Études Approfondies (D.E.A.) d'estètica de la Universitat de París I-Sorbonne. Posteriorment, va estudiar musicologia amb François Lesure a l'"École Pratique des Hautes Études" a la Sorbona i es va doctorar amb la seva tesi sobre l'estil orquestral d'Ernest Chausson i la influència wagneriana sobre l'escriptura orquestral francesa de finals del segle xix. A París va participar en seminaris de composició amb Gérard Grisey (1993–1996) i va participar en els cursos anuals de música d'informàtica a IRCAM (1997) sota la supervisió de Tristan Murail. El 2005 va ser visitant acadèmica ("Fulbright Fellow") al departament de música de la Universitat de Colúmbia (Nova York), després de ser convidada per Tristan Murail.
Les seves obres han estat publicades per Rai Trade, Durand, Ricordi i Lemoine, i produïdes, comissionades i interpretades per institucions com la Bayerische Staatsoper, Múnic; Konzerthaus, Berlín; Rai Radio Tre, Roma; Deutschland Radio Kultur, Berlín; Ensemble Modern, Frankfurt; MaerzMusik, Berlín; Musik der Jahrhunderte, Stuttgart; Ràdio Deutschland, Berlín; ensemble recherche, Freiburg; Festival Ultrashall, Berlín; Orquestra del Rai, Torí; WDR Sinfonieorchester, Colònia; Teatre La Fenice, Venècia; Wittener Tagen, Witten; G. R. M., Radio France, París; i la Biennal de Múnic.

## Premis i reconeixements
- Premi Music Theatre Now 2008 (Institut de teatre internacional)
- 2006 Compositor en residència, Yaddo, Nova York
- 2005-06 Compositor en residència, Berliner Künstlerprogramm, D.A.A.D.
- 2005 Visiting Scholar (Fulbright Fellow), Universitat de Colúmbia, Nova York
- 2003-04 Compositor en residència, Staatsoper Stuttgart (ForumNeues Musiktheater)
- 2003 Compositor en residència, The MacDowell Colony, Peterborough, (EUA)
- 2000-01 Compositor en residència, Akademie Schloss Solitude, Stuttgart
- 2000 Premi de composició, Federazione Cemat, Roma
- 1997 Beca, Fondation des Treilles, París
- 1997 Premi Internacional de Composició Dimitri Mitropoulos, Atenes
- 1997 Beca Erato-Farnesina, Ministeri d'Afers Exteriors italiàPremi de composició “Progetto Dionysos”, Ministeri de Cultura italià
- 1993 Compositora en residència, Fondation Nadia Boulanger, París
- 1988-92 Beca de Doctorat, Ministeri italià de les universitats